# Naomi Grossman

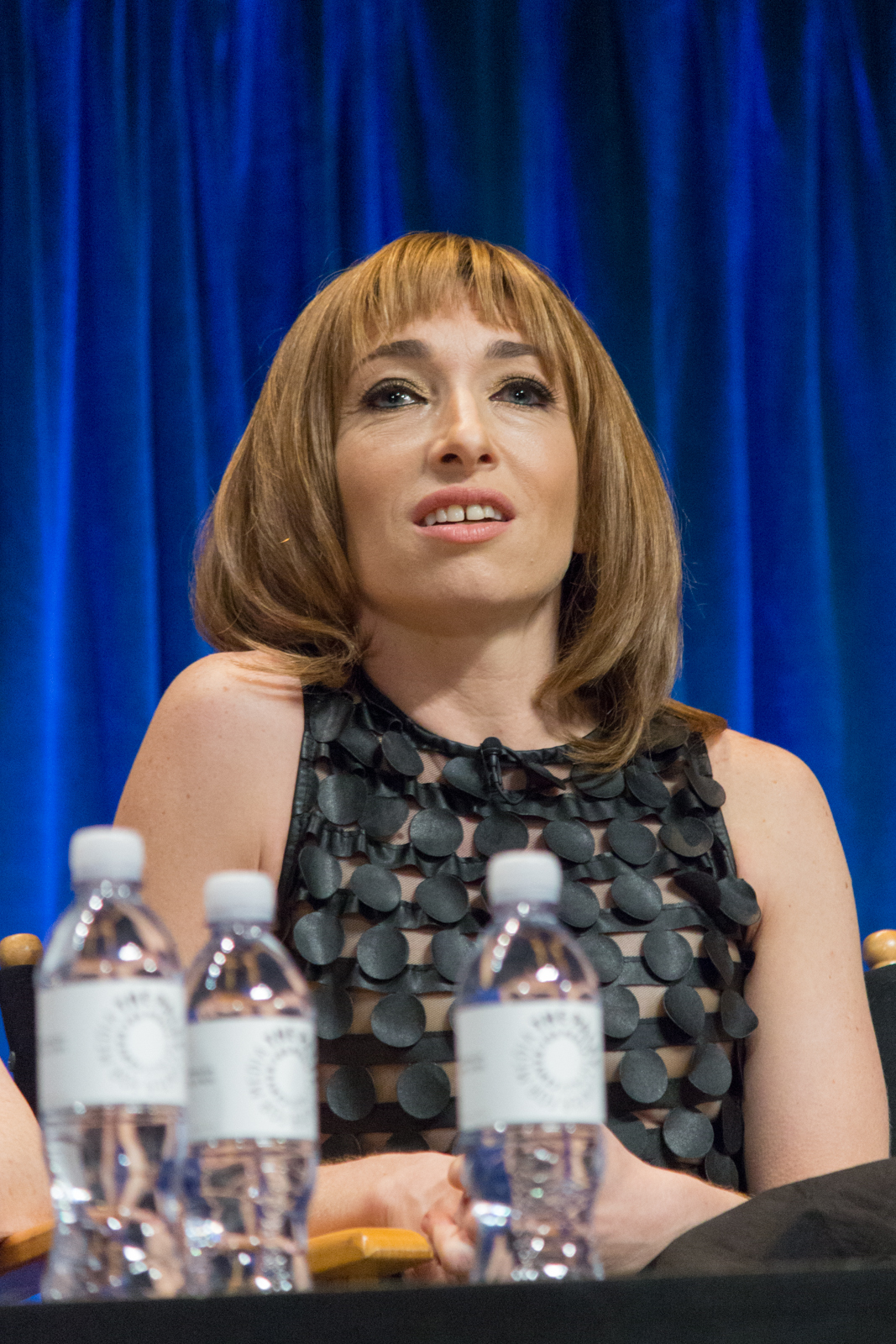
Naomi Grossman beim PaleyFest 2013

Naomi Grossman (* 6. Februar 1975 in Denver, Colorado) ist eine US-amerikanische Schauspielerin, Drehbuchautorin und Produzentin, bekannt durch ihre Rolle als Pepper in zwei Staffeln der Fernsehserie American Horror Story.

## Leben
Grossman wurde in Denver, Colorado geboren und stand schon in jungen Jahren gelegentlich in kleineren städtischen Theatern auf der Bühne. An der Northwestern University in Illinois erlangte sie einen Abschluss in Theaterwissenschaften. Als junge Erwachsene schloss sie sich in Los Angeles The Groundlings, einer Gruppe von Komikern an, deren Ziel es war, es bis ins Fernsehen zu Saturday Night Live zu schaffen. Nachdem dies jedoch nicht realisiert werden konnte und sie sich von der Gruppe getrennt hatte, begann sie Spanisch zu unterrichten und sich für einige Jahre von der Schauspielkunst zu distanzieren.
Heute schreibt und produziert sie wieder Theaterstücke oder Sketche und ist auch als Darstellerin für Kurzfilme gefragt.

## Filmografie

### Kurzfilme
- 2000: Marisa, Where Art Thou?
- 2005: Over the Shoulder
- 2007: Bubbles
- 2007: Whacky Spoof Commercials
- 2008: Yes
- 2009: Represent
- 2009: The Hollywood Housesitter
- 2009: My Boyfriend Is a Blimp
- 2009: Jesus's Secretary
- 2009: Hot Yoga
- 2009: Food Poisoning
- 2010: Random Chapters in the Life of Some Guy
- 2010: Paradrunken Activity
- 2011: Teat the Parents
- 2012: Touch My Junk
- 2013: Bakersfield, Earth
- 2014: Just Me and All of You

### Spielfilme
- 2008: Men at Work
- 2009: Table for Three
- 2009: Burka Girls Gone Wild
- 2011: Chubduction
- 2012: Kev Jumba Dances with the Stars!
- 2013: Rip
- 2015: The Ones
- 2015: The Chair
- 2016: Fear, Inc.
- 2019: The Apartment – Willkommen im Alptraum

### Fernsehserien
- 1990: Ein gesegnetes Team (Father Downing Mysteries, 1 Episode)
- 1998: Sabrina – Total Verhext! (Sabrina the Teenage Witch, 1 Episode)
- 2007: Destination Truth (3 Episoden)
- 2012: FammGlamm (1 Episode)
- 2012–2014, 2018: American Horror Story (18 Episoden)
- 2021: American Horror Stories (1x03)